# In My Head (Jason Derülo)
In My Head is de tweede single van Jason Derülo. De single werd uitgebracht in 2009 en is afkomstig van het album dat zijn eigen naam draagt, Jason Derülo.
De Koreaans-Amerikaanse zanger Brian Joo heeft het nummer gecoverd in het Koreaans en uitgebracht in Zuid-Korea op 3 maart 2010. Op dezelfde dag bracht Derülo ook zijn originele versie uit in Zuid-Korea.

## Stijl
De stijl van het nummer is iets anders dan die van "Watcha Say". "In My Head" is een mix van pop, r&b, synthpop en rock. Hierbij komen Derulo's dance moves goed van pas.

## Tracklist
- 'In My Head' - 3:23
- 'In My Head' (The Wideboys Radio Edit) - 3:20
- 'In My Head' (Wideboys Club Remix) - 5:26
- 'In My Head' (Wideboys Dub) - 5:36

## Hitnoteringen

### Nederlandse Top 40
| Hitnotering: 06-03-2010 t/m 15-05-2010 | Hitnotering: 06-03-2010 t/m 15-05-2010 | Hitnotering: 06-03-2010 t/m 15-05-2010 | Hitnotering: 06-03-2010 t/m 15-05-2010 | Hitnotering: 06-03-2010 t/m 15-05-2010 | Hitnotering: 06-03-2010 t/m 15-05-2010 | Hitnotering: 06-03-2010 t/m 15-05-2010 | Hitnotering: 06-03-2010 t/m 15-05-2010 | Hitnotering: 06-03-2010 t/m 15-05-2010 | Hitnotering: 06-03-2010 t/m 15-05-2010 | Hitnotering: 06-03-2010 t/m 15-05-2010 | Hitnotering: 06-03-2010 t/m 15-05-2010 | Hitnotering: 06-03-2010 t/m 15-05-2010 |
| Week                                   | 1                                      | 2                                      | 3                                      | 4                                      | 5                                      | 6                                      | 7                                      | 8                                      | 9                                      | 10                                     | 11                                     |                                        |
| -------------------------------------- | -------------------------------------- | -------------------------------------- | -------------------------------------- | -------------------------------------- | -------------------------------------- | -------------------------------------- | -------------------------------------- | -------------------------------------- | -------------------------------------- | -------------------------------------- | -------------------------------------- | -------------------------------------- |
| Nummer                                 | 26                                     | 17                                     | 13                                     | 13                                     | 14                                     | 16                                     | 19                                     | 20                                     | 22                                     | 27                                     | 38                                     | uit                                    |

### NederlandseSingle Top 100
| Hitnotering: 27-02-2010 t/m 15-05-2010 | Hitnotering: 27-02-2010 t/m 15-05-2010 | Hitnotering: 27-02-2010 t/m 15-05-2010 | Hitnotering: 27-02-2010 t/m 15-05-2010 | Hitnotering: 27-02-2010 t/m 15-05-2010 | Hitnotering: 27-02-2010 t/m 15-05-2010 | Hitnotering: 27-02-2010 t/m 15-05-2010 | Hitnotering: 27-02-2010 t/m 15-05-2010 | Hitnotering: 27-02-2010 t/m 15-05-2010 | Hitnotering: 27-02-2010 t/m 15-05-2010 | Hitnotering: 27-02-2010 t/m 15-05-2010 | Hitnotering: 27-02-2010 t/m 15-05-2010 | Hitnotering: 27-02-2010 t/m 15-05-2010 | Hitnotering: 27-02-2010 t/m 15-05-2010 |
| Week                                   | 1                                      | 2                                      | 3                                      | 4                                      | 5                                      | 6                                      | 7                                      | 8                                      | 9                                      | 10                                     | 11                                     | 12                                     |                                        |
| -------------------------------------- | -------------------------------------- | -------------------------------------- | -------------------------------------- | -------------------------------------- | -------------------------------------- | -------------------------------------- | -------------------------------------- | -------------------------------------- | -------------------------------------- | -------------------------------------- | -------------------------------------- | -------------------------------------- | -------------------------------------- |
| Nummer                                 | 43                                     | 43                                     | 44                                     | 54                                     | 60                                     | 56                                     | 63                                     | 62                                     | 56                                     | 54                                     | 62                                     | 80                                     | uit                                    |

### VlaamseUltratop 50
| Hitnotering: 03-04-2010 t/m 03-07-2010 | Hitnotering: 03-04-2010 t/m 03-07-2010 | Hitnotering: 03-04-2010 t/m 03-07-2010 | Hitnotering: 03-04-2010 t/m 03-07-2010 | Hitnotering: 03-04-2010 t/m 03-07-2010 | Hitnotering: 03-04-2010 t/m 03-07-2010 | Hitnotering: 03-04-2010 t/m 03-07-2010 | Hitnotering: 03-04-2010 t/m 03-07-2010 | Hitnotering: 03-04-2010 t/m 03-07-2010 | Hitnotering: 03-04-2010 t/m 03-07-2010 | Hitnotering: 03-04-2010 t/m 03-07-2010 | Hitnotering: 03-04-2010 t/m 03-07-2010 | Hitnotering: 03-04-2010 t/m 03-07-2010 | Hitnotering: 03-04-2010 t/m 03-07-2010 | Hitnotering: 03-04-2010 t/m 03-07-2010 | Hitnotering: 03-04-2010 t/m 03-07-2010 |
| Week                                   | 1                                      | 2                                      | 3                                      | 4                                      | 5                                      | 6                                      | 7                                      | 8                                      | 9                                      | 10                                     | 11                                     | 12                                     | 13                                     | 14                                     |                                        |
| -------------------------------------- | -------------------------------------- | -------------------------------------- | -------------------------------------- | -------------------------------------- | -------------------------------------- | -------------------------------------- | -------------------------------------- | -------------------------------------- | -------------------------------------- | -------------------------------------- | -------------------------------------- | -------------------------------------- | -------------------------------------- | -------------------------------------- | -------------------------------------- |
| Nummer                                 | 50                                     | 24                                     | 20                                     | 19                                     | 16                                     | 14                                     | 20                                     | 21                                     | 29                                     | 31                                     | 32                                     | 42                                     | 48                                     | 49                                     | uit                                    |